# Lorenzo Fragola
Lorenzo Fragola (Catània, Sicília, 26 d'abril de 1995) és un cantant i compositor italià. Es va donar a conèixer després de guanyar la vuitena edició del X Factor. El single del seu guanyador, "The Reason Why", va debutar a la part superior de la llista italiana de singles, i posteriorment va obtenir el doble platí de la Federació de la Indústria Musical Italiana. Tant el seu disc de debut el 1995, llançat a Itàlia el 31 de març de 2015, com la seva continuació, Zero Gravity, van debutar als primers llocs de les llistes de vendes d'àlbums d'Itàlia.

## Biografia
1995–2012: Primers vols

Els pares de Lorenzo es van divorciar quan ell tenia tres anys. Des de llavors, va viure amb la seva mare i el seu germà. El seu interès per la música va ser fomentat pel seu pare, que toca el piano. De petit, Fragola va començar a fer classes de música, i posteriorment va entrar a un cor. Tot i escriure cançons des de fa uns anys, es va negar a cantar-les al públic fins als 17 anys, quan va compondre i interpretar una cançó per a un musical basat en la pel·lícula Shakespeare in Love.
Després d'acabar el batxillerat, Fragola es va traslladar a Bolonya, on va començar a estudiar Arts, Música i Espectacle.

## 2013–14: Factor X i avanç professional
El 2013, va fer una audició per a la setena sèrie del programa de talent italià "X Factor", però no va passar la primera selecció. Ho va tornar a intentar entrant al concurs el 2014, quan va interpretar Cosa sono le nuvole de Domenico Modugno i la seva pròpia cançó The Reason Why. Com a resultat, va ser escollit com un dels concursants de la vuitena sèrie de "X Factor". Esmentat pel raper italià Fedez, Fragola va arribar a la final de la competició i, l'11 de desembre de 2014, va ser anunciat com a guanyador, superant al subcampió Madh. El seu premi va ser un contracte de gravació amb "Sony Music", amb un valor declarat de 300.000 €.
Durant la setmana anterior a la final de "X Factor", el senzill debut de Fragola, així com la nova cançó interpretada pels semifinalistes restants, va ser llançat a les emissores de ràdio italianes i com a descàrrega digital. Titulada The Reason Why, la cançó va aconseguir immediatament un èxit comercial, aconseguint la primera posició de la llista italiana durant la seva primera setmana. El senzill també va ser certificat doble platí per la Federació de la Indústria Musical Italiana, denotant vendes superiors a les 60.000 unitats. La cançó es va incloure més tard al seu EP homònim, publicat per "Sony Music" el 12 de desembre de 2014. Al desembre del mateix any, Fragola va aparèixer al vídeo musical de la cançó Sayonara, llançada pel subcampionat de "X Factor Madh". Poc després, Fragola va signar un acord amb "Newtopia", la companyia discogràfica cofundada pel seu antic mentor de "X Factor", Fedez. Segons l'acord, Fragola és ara co-gestionat per "Newtopia" i "Sony Music".

## 2015: Festival de Música de Sanremo i àlbum debut
Al febrer de 2015, Fragola va competir a la secció "Big Artists" del 65è Festival de la cançó de Sanremo, interpretant la cançó Siamo uguali, co-escrita amb Fedez i Fausto Cogliati. Durant el concurs, Fragola també va interpretar una versió de Una città per cantare de Ron, que és una adaptació italiana de The road, gravada originalment per Jackson Browne. Després d'arribar a la final, va acabar en desè lloc.
L'àlbum debut de Fragola, 1995, va ser llançat el 31 de març de 2015. L'àlbum, compost per cançons tant en italià com en anglès, inclou els seus senzills anteriors, The Reason Why i Siamo uguali, així com temes escrits conjuntament per Nek, Rebecca Ferguson i Tom Odell, entre els altres. El 1995 va debutar al número u de la llista italiana d'àlbums. També va generar els senzills The Rest, llançats l'abril de 2015, i #fuori c'è il sole, que es van convertir en un dels deu èxits més populars a Itàlia durant l'estiu de 2015. El 29 de juny de 2015, Fragola va fer un espectacle al "PalaLottomatica" de Roma, titulat Fragola al cinema i retransmès en directe a 180 teatres italians. L'espectacle, que inclou Francesca Michielin, Rocco Hunt, Chiara i Nek com a convidats musicals, va ser un avançament de 1995 "il Tour", la primera gira de concerts italiana de Fragola, que va debutar a la tardor del mateix any.

## 2016: Zero Gravity
El febrer de 2016, Fragola va competir per segon any consecutiu al Festival de Música de Sanremo. Va interpretar la cançó Infinite volte, que va aconseguir la cinquena posició a la secció de grans artistes. La cançó va precedir el segon àlbum d'estudi de Fragola, Zero Gravity, que va ser llançat l'11 de març de 2016. L'àlbum es va convertir en el seu segon número u a la llista italiana d'àlbums. També va generar els senzills Luce che entra i D'improvviso, certificats d'or i platí a Itàlia, respectivament. El 21 de maig de 2016, Fragola va interpretar Il Canto degli Italiani durant la 68a final de la Copa Itàlia a l'Estadi Olímpic de Roma.

## Vida personal
El 2014, quan va ser seleccionat com un dels concursants de la vuitena sèrie de "Factor X", Fragola es va comprometre amb la seva xicota, Federica Consiglio. Durant una entrevista concedida a l'edició italiana de Vanity Fair, Fragola va afirmar que es considerava com si estigués casat amb ella, ja que la parella va començar a conviure immediatament després d'acabar el batxillerat, repartint el seu temps entre Bolonya, on estudiava Arts, Música i entreteniment, i Mòdena, on estudia Biotecnologia. Tanmateix, a finals de desembre de 2014, Consiglio va anunciar mitjançant una publicació a Facebook que la parella s'havia separat el 17 de desembre del mateix any.

## Premis i nominacions
| Any  | Premi                           | Nominació               | Treball        | Resultat  |
| ---- | ------------------------------- | ----------------------- | -------------- | --------- |
| 2015 | Nickelodeon Kids' Choice Awards | Cantant italià preferit | Himself        | Nominat   |
| 2015 | MTV Italian Music Awards        | Millor Artista Novell   | Himself        | Guanyador |
| 2015 | Medimex Awards                  | Millor àlbum debut      | 1995           | Guanyador |
| 2016 | Onstage Awards                  | Talent italià del futur | Himself        | Nominat   |
| 2016 | Onstage Awards                  | Millor base de fans     | Fragola's Fans | Nominat   |
| 2016 | MTV Italian Music Awards        | Millor masculí italià   | Himself        | Nominat   |